# Киннаман, Юэль
Чарльз Юэль Нордстрём Киннаман (швед. Charles Joel Nordström Kinnaman, род. 25 ноября 1979, Стокгольм, Швеция) — шведский и американский актёр. Лауреат премии «Золотой жук» в номинации «Лучший актёр» за фильм «Шальные деньги». Также известен по фильмам «Робокоп», «Отряд самоубийц», «Девушка с татуировкой дракона» и телесериалам «Убийство» и «Видоизменённый углерод».

## Биография
Родился 25 ноября 1979 года в Стокгольме, в семье Битте и Стива Киннамана.
Его мать — еврейка из Швеции, отец — американец английского, ирландского, шотландского и немецкого происхождения, уехавший из США во время Войны во Вьетнаме. Благодаря тому, что его отец родом из Соединенных Штатов, Юэль обладает двойным гражданством — США и Швеции. Его единокровная сестра Мелинда также является актрисой. Киннаман провел год в Техасе в качестве студента по обмену, где довёл свой английский до совершенства.

## Карьера
Актёрская карьера Киннамана началась в 2002 году. Успешными для Киннамана стали роли в ленте «В твоих венах» и нескольких фильмах об Юхане Фальке. После съёмок в фильме «Шальные деньги» на актёра обратили внимание как в Швеции, так и во всем мире. Для дальнейшего развития своей актёрской карьеры Киннаман нанимает агента в США. Этот же агент представлял интересы Джонни Деппа. Весной 2010 года было объявлено о международном дебюте Киннамана в российско-американской ленте «Фантом». Съемки этого фильма начались в Москве в июле 2010, а премьера состоялась в декабре 2011. В начале апреля 2011 года Киннаман выступил в роли детектива Стивена Холдера в телесериале «Убийство».
Киннаман был одним из претендентов на главную роль в фильмах «Тор» и «Безумный Макс: Дорога ярости». В интервью газете Östran он заявил: 

Я был очень близок к получению роли в «Безумном Максе». Стоял выбор между мной и двумя другими кандидатами, одним из которых был Том Харди, сыгравший главную роль в фильме «Бронсон». Я отправился в Лондон и в течение шести часов участвовал в пробах вместе с другими актёрами. После этого у меня было ещё несколько проб у Джорджа Миллера (режиссёра всех частей «Безумного Макса»). Они [съёмочная группа] были очень довольны, но им требовался кто-то постарше. А для меня достаточно, что моё имя засветилось рядом с именем Тома Харди.Оригинальный текст (швед.)Det var riktigt nära att jag fick huvudrollen i "Mad Max 4". Det stod mellan mig och två andra, och den som fick rollen var Tom Hardy som spelar huvudrollen i filmen "Bronson". Jag åkte till London, det var fullt pådrag med regissör och motspelerskor i sex timmar. Sedan hade jag flera andra träffar med regissören (George Miller som gjort alla "Mad Max"-filmer). De var jättenöjda - men de behövde någon som gav ett äldre intryck. Och för mig räcker det att mitt namn nämns inom samma tvåtimmarsperiod som Tom Hardy. 

Относительно проб в «Торе» Киннаман утверждал:

Им нужен был кто-то в скандинавском стиле. Наконец было отобрано пять кандидатов одним из которых был Александр Скарсгард. К сожалению я не мог летать на пробы с Натали Портман, так как они пересекались со съёмками в фильме «Шальные деньги».
Оригинальный текст (швед.)De ville ha någon med skandinavisk touch. Till sist var vi bara fem kandidater kvar. Alexander Skarsgård var en av dem. Tyvärr kunde jag inte flyga över och provfilma mot Natalie Portman, det krockade med inspelningen av ”Snabba cash”.

Однако Киннаман признает, что он готов работать и стать признанным в Америке, сказав:

Я совсем не считаю, что должен браться за любую роль только потому, что фильм американский. Я ищу что-то интересное, я всё ещё новичок в актёрской игре и поэтому должен находить в себе мужество играть роли, которые я рискую провалить. Мне работается лучше всего, когда кажется, что всё сейчас укатится к чертям..
Оригинальный текст (швед.)Men jag känner absolut inte att jag måste ta vad som helst bara för att det är USA. Jag letar efter sådant jag tycker är intressant, är fortfarande ung i mitt konstnärskap och måste våga göra saker där jag riskerar att misslyckas. Det är när det kan gå åt helvete som jag jobbar bäst.

Киннаман исполнил главную роль в ремейке фильма «Робот-полицейский».

## Личная жизнь
Встречался с американской актрисой Оливией Манн.
В середине 2014 года Юэль начал встречаться с тату-мастером Клео Ваттенстрём. В апреле 2016 года пара поженилась, но через два года распалась.
В 2019 году начал встречаться со шведской моделью Келли Гейл. В январе 2021 года пара обручилась.внешний источник Частная свадебная церемония прошла 2024 году во время фестиваля Burning Man.

## Фильмография
| Год       |   | Русское название                   | Оригинальное название                            | Роль                                    |
| --------- | - | ---------------------------------- | ------------------------------------------------ | --------------------------------------- |
| 2002      | ф | Невидимый                          | Den osynlige                                     | Kalle                                   |
| 2003      | ф | Другой путь                        | Hannah med H                                     | Андреас                                 |
| 2005      | ф | Шторм                              | Storm                                            | Бармен                                  |
| 2005      | ф | Виват, король!                     | Tjenare kungen                                   | Дикан                                   |
| 2006      | с |                                    | Vinnarskallar                                    | Gurra                                   |
| 2006      | ф |                                    | Chiuhuahua                                       | Wille                                   |
| 2008      | с | Второе направление                 | Andra Avenyn                                     | Густав                                  |
| 2008      | ф | Арн: Королевство в конце пути      | Arn - Riket vid vägens slut                      | Сверкер Карлссон                        |
| 2009      | ф | В твоих венах                      | I skuggan av värmen                              | Эрик                                    |
| 2009      | с |                                    | 183 dagar                                        | Byron                                   |
| 2009      | ф | Юхан Фальк                         | Johan Falk: GSI - Gruppen för särskilda insatser | Frank Wagner                            |
| 2009      | ф | Юхан Фальк 2                       | Johan Falk: Vapenbröder                          | Frank Wagner                            |
| 2009      | ф |                                    | Johan Falk: National Target                      | Frank Wagner                            |
| 2009      | ф |                                    | Johan Falk: Leo Gaut                             | Frank Wagner                            |
| 2009      | ф | Симон и Малу                       | Simon och Malou                                  | Стефан                                  |
| 2009      | ф | Йохан Фальк: Вне закона            | Johan Falk: De fredlösa                          | Frank Wagner                            |
| 2009      | ф | Юхан Фальк 5                       | Johan Falk: Operation Näktergal                  | Frank Wagner                            |
| 2010      | ф | Шальные деньги                     | Snabba cash                                      | Йохан «Ю.В.» Вестлунд                   |
| 2007      | с | Арн: Рыцарь-тамплиер               | Arn                                              | Сверкер Карлссон                        |
| 2011—2014 | с | Убийство                           | The Killing                                      | Стивен Холдер                           |
| 2011      | ф | Девушка с татуировкой дракона      | The Girl with the Dragon Tattoo                  | Кристер Мальм                           |
| 2011      | ф | Фантом                             | The Darkest Hour                                 | Скайлер                                 |
| 2012      | ф | Код доступа «Кейптаун»             | Safe House                                       | Келлер                                  |
| 2012      | ф | Давай, до свидания!                | Lola Versus                                      | Люк                                     |
| 2012      | ф | Шальные деньги: Стокгольмский нуар | Snabba cash II                                   | Йохан «Ю.В.» Вестлунд                   |
| 2012      | ф | Johan Falk: Spelets regler         | Johan Falk: Spelets regler                       | Frank Wagner                            |
| 2012      | ф | Johan Falk – De 107 patrioterna    | Johan Falk - De 107 patrioterna                  | Frank Wagner                            |
| 2012      | ф | Johan Falk: Organizatsija Karayan  | Johan Falk: Organizatsija Karayan                | Frank Wagner                            |
| 2012      | ф | Johan Falk: Barninfiltratören      | Johan Falk: Barninfiltratören                    | Frank Wagner                            |
| 2012      | ф | Johan Falk: Kodnamn Lisa           | Johan Falk: Kodnamn: Lisa                        | Frank Wagner                            |
| 2013      | ф | Snabba Cash – Livet deluxe         | Snabba cash - Livet deluxe                       | Йохан «Ю.В.» Вестлунд                   |
| 2014      | ф | Робокоп                            | RoboCop                                          | Алекс Мёрфи / Робокоп                   |
| 2015      | ф | Рыцарь кубков                      | Knight of Cups                                   | Эррол                                   |
| 2015      | ф | Номер 44                           | Child 44                                         | Василий Никитин                         |
| 2015      | ф | Ночной беглец                      | Run All Night                                    | Майк Конлон                             |
| 2016      | ф | Отряд самоубийц                    | Suicide Squad                                    | Рик Флаг                                |
| 2016      | ф | Удалённая местность                | Edge of Winter                                   | Эллиот                                  |
| 2016—2017 | с | Карточный домик                    | House of Cards                                   | Уилл Конвей                             |
| 2018      | с | Видоизменённый углерод             | Altered Carbon                                   | Такеши Ковач                            |
| 2019      | ф | Три секунды                        | The Informer                                     | Пит Кослоу                              |
| 2019      | с | Ради всего человечества            | For All Mankind                                  | Эдвард Болдуин                          |
| 2019      | с | Ханна                              | Hanna                                            | Эрик Хеллер                             |
| 2021      | ф | Отряд самоубийц: Миссия навылет    | The Suicide Squad                                | Рик Флаг                                |
| 2023      | ф | Схватка с дьяволом                 | Sympathy for the Devil                           | водитель / Джеймс Левин/Дэвид Чемберлен |
| 2023      | ф | Немая ярость                       | Silent Night                                     | Брайан Годлок                           |
| 2024      | ф | Час тишины                         | The Silent Hour                                  | Фрэнк Шоу                               |
| 2025      | ф | Ice Fall                           | Ice Fall                                         |                                         |